# Tunga (Einheit)
Die Tunga war ein Gewichtsmaß in Karabag. Das Maß galt für Getreide und Flüssigkeiten,
- 1 Tunga = 4 Tschurek = 9 Funta(russ.) = 3,6856 Kilogramm